# Mesland
Mesland település Franciaországban, Loir-et-Cher megyében. Lakosainak száma 549 fő (2022. január 1.). Mesland Cangey, Dame-Marie-les-Bois, Monteaux, Santenay és Veuzain-sur-Loire községekkel határos.

## Népesség
A település népességének változása:
| Lakosok száma | 605  | 478  | 483  | 539  | 576  | 570  | 565  | 571  | 570  | 549  |
|               | 1968 | 1982 | 1990 | 2006 | 2013 | 2015 | 2017 | 2019 | 2020 | 2022 |